# Snowornis subalaris
Snowornis subalaris là một loài chim trong họ Cotingidae.